# Andreas Spegelaere
Andreas Spegelaere (2 februari 2003) is een Belgisch voetballer die onder contract ligt bij KSC Lokeren-Temse.

## Carrière
Spegelaere genoot een deel van zijn jeugdopleiding bij KAA Gent, maar daar werd hij als tiener doorgestuurd omdat hij te klein en te tenger was. Spegelaere kon daarop rekenen op interesse van onder andere KV Kortrijk en Cercle Brugge, maar hij koos voor KMSK Deinze.
Op 8 november 2022 maakte hij zijn officiële debuut in het eerste elftal van de club: in de bekerwedstrijd tegen KAS Eupen, die Deinze met 3-0 won, liet trainer Marc Grosjean hem invallen voor William de Camargo. In januari 2023 mocht hij als enige beloftenspeler mee op winterstage met de A-kern. Op 22 april 2023 maakte Spegelaere zijn debuut in Eerste klasse B: op de achtste speeldag van de play-downs liet Grosjean hem in de 3-1-zege tegen Excelsior Virton in de slotfase invallen voor Liam Fraser. Op 6 mei 2023 werd hij in de blessuretijd ingezet in de 0-2-zege van Deinze bij Jong Genk. In diezelfde maand ondertekende hij een profcontract bij Deinze dat hem tot medio 2025 aan de club verbond.
Op 28 januari 2024 kreeg Spegelaere, mede door de gele schorsing van Denis Prychynenko, zijn eerste basisplaats bij Deinze. Trainer Hans Somers liet hem de hele wedstrijd staan in de 0-1-zege bij KV Oostende.

## Clubstatistieken
| Seizoen         | Club            | Land            | Competitie      | Competitie | Competitie | Beker | Beker | Supercup | Supercup | Europees | Europees | Totaal | Totaal |
| Seizoen         | Club            | Land            | Competitie      | Wed.       | Dlp.       | Wed.  | Dlp.  | Wed.     | Dlp.     | Wed.     | Dlp.     | Wed.   | Dlp.   |
| --------------- | --------------- | --------------- | --------------- | ---------- | ---------- | ----- | ----- | -------- | -------- | -------- | -------- | ------ | ------ |
| 2022/23         | KMSK Deinze     | Vlag van België | Eerste klasse B | 2          | 0          | 1     | 0     | —        | —        | —        | —        | 3      | 0      |
| 2023/24         | KMSK Deinze     | Vlag van België | Eerste klasse B | 4          | 0          | 0     | 0     | —        | —        | —        | —        | 4      | 0      |
| Carrière totaal | Carrière totaal | Carrière totaal | Carrière totaal | 6          | 0          | 1     | 0     | 0        | 0        | 0        | 0        | 7      | 0      |

1 Merckx ·
2 El Banouhi ·
3 Dianganga ·
5 Boujouh ·
6 Brebels ·
7 Lambo ·
8 Van Hauter ·
9 Van Moerzeke ·
10 Soumaré ·
11 Myny ·
13 Gabriël ·
14 Janssen ·
15 Vinck ·
19 Ntamack ·
22 Tshimanga ·
25 Boonen ·
26 Vervaque ·
27 Bongiovanni ·
29 Spegelaere ·
30 Pérez ·
33 Van Elsuwege ·
35 Van Daele ·
39 Baert ·
44 Nainggolan ·
45 Seck ·
55 Van Aerschot ·
56 Vervacke ·
74 Fontaine ·
88 Prychynenko ·
97 Calant ·
Coach: Vreven